# John Kent Harrison
Pour les articles homonymes, voir John Harrison et Harrison.
John Kent Harrison est un réalisateur, scénariste et producteur canadien. Il étudie à l'Université Colombia et au collège Appleby au Canada.

## Filmographie

### comme réalisateur
- 1981 : The Way of the Willow
- 1990 : Beautiful Dreamers
- 1992 : City Boy (TV)
- 1992 : The Sound and the Silence (TV)
- 1993 : Tout pour ma fille (Whose Child Is This? The War for Baby Jessica) (TV)
- 1994 : Les Liens de l'amour (For the Love of Aaron) (TV)
- 1995 : Amy et Johnny (Johnny's Girl) (TV)
- 1995 : The Ranger, the Cook and a Hole in the Sky (TV)
- 1997 : Old Man (TV)
- 1997 : Les Secrets du silence (What the Deaf Man Heard) (TV)
- 1999 : Le Dernier Justicier (You Know My Name) (TV)
- 2000 : A House Divided (TV)
- 2001 : L'impossible amour (In Love and War) (TV)
- 2003 : Hélène de Troie (Helen of Troy) (TV)
- 2003 : Les Aventuriers des mondes fantastiques (A Wrinkle in Time) (téléfilm en deux parties)
- 2004 : Un ticket pour le paradis (The Winning Season) (TV)
- 2004 : Un ourson nommé Winnie ou Winnie, un ourson de légenge (A Bear Named Winnie) (TV)
- 2005 : Pope John Paul II (TV)
- 2006 : The Water Is Wide (TV)
- 2007 : La Force du pardon (TV) (Crossroads: A Story of Forgiveness)
- 2009 : Irena Sendler (TV)
- 2010 : Quand l'amour ne suffit plus : L'Histoire de Lois Wilson (When Love Is Not Enough: The Lois Wilson Story) (TV)
- 2011 : Une famille en héritage (Change of Plans) (TV)

### comme scénariste
- 1977 : Le Commando des morts-vivants (Shock Waves) de Ken Wiederhorn
- 1978 : Voice of the Fugitive
- 1981 : The Way of the Willow
- 1982 : Meurtre par téléphone (Murder by Phone) de Michael Anderson
- 1990 : Beautiful Dreamers
- 1992 : City Boy (TV)
- 1992 : The Sound and the Silence (TV)
- 1999 : Le Dernier justicier (You Know My Name) (TV)
- 2004 : Un ourson nommé Winnie ou Winnie, un ourson de légenge (A Bear Named Winnie) (TV)
- 2009 : Irena Sendler (TV)

### comme producteur
- 1981 : The Way of the Willow